# Rio Jacarandá
Rio Jacarandá är ett vattendrag i Brasilien.   Det ligger i delstaten Espírito Santo, i den sydöstra delen av landet, 900 km sydost om huvudstaden Brasília.
Omgivningarna runt Rio Jacarandá är huvudsakligen savann. Runt Rio Jacarandá är det tätbefolkat, med 286 invånare per kvadratkilometer.